# Стефан Живковић
Стефан ЖивковићТелемак познат и као Стефан Живковић Нишлија (1780-1831) је аутор Обновљене Србије, 1780-1831 (Сербие nouvelle, 1780-1731)  и српски преводилац Телемакових авантура Фенелона. Његов надимак се приписује преводу Фенелоновог класика. Дописивао се и сарађивао са Вуком Караџићем током књижевних реформи.
Пореклом је из Срема, Стефан Живковић је завршио факултет, а за време Првог српског устанка постао је чиновник у Карађорђевој народној скупштини. У посебне дипломатске делегације га је слао и Карађорђе, али су се касније 1811. године разишли. Живковић се оженио Савком Чаркаџијом, ћерком Петра Чардаклије  и рођаком Вука Караџића са којом је сарађивао прикупљајући српске народне народне песме.
Дела Фенелона и Цицерона инспирисала су српске револуционаре за Први српски устанак и Други српски устанак, захваљујући преведеним делима Стефана Живковића-Телемака и других аутора.

## Преведена дела
- Les Aventures de Télémaque Фенелона на српски 1814. године.[3]
- Tusculanae Disputationes Цицерона, преведено као Tuskulanischen Gespräche на немачки и касније на српски.[4]